# Niels Fleuren
Niels Petrus Wilhelmus Fleuren (Boxmeer, 1º novembre 1986) è un ex calciatore olandese, di ruolo difensore.

## Carriera

### Club
Ha giocato nella prima divisione olandese.

### Nazionale
Ha giocato nella nazionale olandese Under-20.

## Palmarès

### Club

#### Competizioni nazionali
- Eerste Divisie: 1

VVV-Venlo: 2008-2009